# Ustawa o kołach gospodyń wiejskich
Ustawa z dnia 9 listopada 2018 r. o kołach gospodyń wiejskich – polska ustawa uchwalona przez Sejm RP, która określa formy i zasady dobrowolnego zrzeszania się w kołach gospodyń wiejskich (KGW), tryb ich zakładania oraz organizację kół gospodyń wiejskich działających na terytorium Rzeczypospolitej Polskiej.
Ustawa składa się z 37 artykułów oraz wzoru statutu koła gospodyń wiejskich, który stanowi załącznik do ustawy. Ustawa o kołach gospodyń wiejskich zmieniła 6 aktów prawnych i wydano do niej 4 akty wykonawcze. Znowelizowano ją w 2019, 2020, 2021 i 2023 roku.

## Regulacje prawne dotyczące kół gospodyń wiejskich

### Przed 2018 rokiem
Od 11 października 1982 roku do 29 listopada 2018 roku przepisy dotyczące kół gospodyń wiejskich były regulowane przez rozdział 4 w art. 22 ustawy z dnia 8 października 1982 r. o społeczno-zawodowych organizacjach rolników. Przepisy odnosiły się – obok KGW – do kółek rolniczych, rolniczych zrzeszeń branżowych, związków rolników, kółek i organizacji rolniczych oraz związków rolniczych zrzeszeń branżowych.

### Ustawa z 2018 roku[2]
W 2018 r. przyjęto ustawę o kołach gospodyń wiejskich, która określiła formy i zasady dobrowolnego zrzeszania się w kołach gospodyń wiejskich, tryb ich zakładania oraz organizację kół gospodyń wiejskich.
Według ustawy koła gospodyń wiejskich są dobrowolną, niezależną od administracji rządowej i jednostek samorządu terytorialnego, samorządną społeczną organizacją mieszkańców wsi, wspierającą rozwój przedsiębiorczości na wsi i aktywnie działającą na rzecz środowisk wiejskich.
Koło gospodyń wiejskich reprezentuje interesy i działa na rzecz poprawy sytuacji społeczno-zawodowej kobiet wiejskich oraz ich rodzin, a także wspiera wszechstronny rozwój terenów wiejskich.

#### Cele funkcjonowania kół gospodyń wiejskich określone w ustawie
Koło gospodyń wiejskich biorą pod uwagę następujące cele:
- prowadzić działalność społeczno-wychowawczą i oświatowo-kulturalną w środowiskach wiejskich
- prowadzić działalność na rzecz wszechstronnego rozwoju obszarów wiejskich
- wspierać rozwój przedsiębiorczości kobiet
- inicjować i prowadzić działania na rzecz poprawy warunków życia i pracy kobiet na wsi
- upowszechniać i rozwijać formy współdziałania, gospodarowania i racjonalne metody prowadzenia gospodarstw domowych
- reprezentować interesy środowiska kobiet wiejskich wobec organów administracji publicznej
- rozwijać kulturę ludową w tym w szczególności kultury lokalną i regionalną

#### Zrzeszenia i związki kół gospodyń wiejskich
W ustawie wskazano, że koła gospodyń wiejskich mogą współpracować i współdziałać ze sobą w zakresie realizacji zadań. Na zasadzie dobrowolności mogą zrzeszać się i tworzyć związki kół gospodyń wiejskich. Związek kół gospodyń wiejskich może być utworzony z inicjatywy co najmniej dwóch KGW, które zadeklarują członkostwo w związku w drodze uchwały podjętej przez zebrania członków tych kół.
Podstawowym zadaniem związku kół gospodyń wiejskich jest zapewnienie zrzeszonym w nim kołom pomocy w realizacji zadań statutowych, rozwijanie ich działalności oraz reprezentowanie interesów kół gospodyń wiejskich w kraju i za granicą.

#### Krajowy rejestr kół gospodyń wiejskich
Koło gospodyń wiejskich podlegają obowiązkowi wpisu do Krajowego Rejestru Kół Gospodyń Wiejskich. Rejestr prowadzony jest przez Agencję Restrukturyzacji i Modernizacji Rolnictwa. Koło gospodyń wiejskich nabywa osobowość prawną dopiero po dokonania wpisu do rejestru. Wpis do rejestru upoważnia KGW do ubiegania się o pomoc finansową z budżetu państwa. Maksymalny limit wydatków z budżetu państwa na rzecz KGW określony został w 2018 r. na poziomie 90 mln zł. W ustawie określono, że organem wyższego, stopnia w sprawie przyznawania tej pomocy, w stosunku do prezesa ARiMR jest minister właściwy do spraw rozwoju regionalnego.

#### Proces legislacyjny
Rządowy projekt ustawy wpłynął do Sejmu 25 września 2018 roku. Trzy dni później projekt został skierowany do I czytania. 2 października 2018 roku odbyło się I czytanie projektu ustawy, po którym projekt został skierowany do prac w komisjach sejmowych. Prace w komisjach sejmowych trwały do 3 października. 3 października 2018 roku posłanka Teresa Hałas przedstawiła sprawozdanie Komisji Rolnictwa i Rozwoju Wsi, w którym Komisja wniosła o uchwalenie projektu ustawy. Jeszcze tego samego dnia odbyło się II czytanie projektu ustawy, po którym projekt został skierowany do dalszych prac w Komisji. 4 października Komisja wniosła o uchwalenie projektu ustawy z poprawkami przyjętymi przez Komisję. Jeszcze tego samego dnia odbyło się III czytanie projektu ustawy i głosowanie. Głosowało 431 posłów: 406 głosowało za, 14 przeciw, 11 wstrzymało się od głosu. 4 października 2018 roku Sejm uchwalił ustawę o kołach gospodyń wiejskich. 8 października ustawa została przekazana Prezydentowi i Marszałkowi Senatu. 26 października 2018 roku Senat przyjął poprawki do ustawy, a 3 dni później skierował ją do Komisji Rolnictwa i Rozwoju Wsi. 7 listopada Komisja wniosła o przyjęcie poprawek Senatu przez Sejm. 9 listopada Sejm przyjął część poprawek. 13 listopada ustawa została przekazana Prezydentowi do podpisu, co uczynił 26 listopada 2018 roku.

#### Nowelizacje

##### Ustawa z 2021 r. o zmianie ustawy o kołach gospodyń wiejskich
W 2021 r. ukazała się nowelizacja ustawy o kołach gospodyń wiejskich. Celem nowelizacji było kompleksowe uregulowanie tworzenia, organizacji, funkcjonowania i rozwiązywania kół gospodyń wiejskich. Zmieniono przepisy określających wysokość pomocy finansowej przekazywanej z budżetu państwa. Pomoc finansowa jest raz do roku i przyznawana na wniosek koła gospodyń wiejskich. Decyzji w sprawie przyznania pomocy podejmuje kierownik biura powiatowego Agencji Restrukturyzacji i Modernizacji Rolnictwa.
Nowelizacja ustawy z 2021 r. przeniosła kompetencje z ministra właściwego do spraw rozwoju regionalnego na ministra właściwego do spraw rozwoju wsi.

##### Teksty jednolite
Marszałek Sejmu RP ogłosił 5 obwieszczeń w sprawie jednolitego tekstu ustawy o kołach gospodyń wiejskich (w 2020, 2021 dwukrotnie i 2023 oraz w 2025).